# Одесская юридическая академия
Национальный университет «Одесская юридическая академия» (НУ «ОЮА»; укр. Національний університет «Одеська юридична академія) — высшее учебное заведение в Одессе.
В соответствии с решением Государственной аккредитационной комиссии Министерства образования Украины, университет осуществляет подготовку специалистов по высшему — IV уровню аккредитации.

## Краткая история
- 1847 г. — Юридическому отделению Ришельевского лицея (первого высшего учебного заведения в Одессе) предоставлен статус факультета;
- 1865 г. — Юридический факультет Ришельевского лицея включен в состав новообразованного Новороссийского (ныне — Одесского) университета;
- 1993 г. — Юридический факультет реорганизован в Юридический институт Одесского государственного университета им. И. И. Мечникова;
- 1997 г. — Создана Одесская государственная юридическая академия на базе выделения Юридического института из состава Одесского государственного университета имени И. И. Мечникова;
- 1998 г. — Одесская государственная юридическая академия стала членом Европейской ассоциации университетов;
- 2000 г. — Одесская государственная юридическая академия получила статус национальной;
- 2002 г. — Одесская национальная юридическая академия подписала Magna Charta Universitatum в Болонье (Италия);
- 2008 г. — Одесская национальная юридическая академия стала членом Европейской организации публичного права.
- 2010 г. — на базе Одесской национальной юридической академии создан Южный региональный центр Национальной академии правовых наук Украины;
- 2010 г. — Одесская национальная юридическая академия реорганизована в Национальный университет «Одесская юридическая академия».

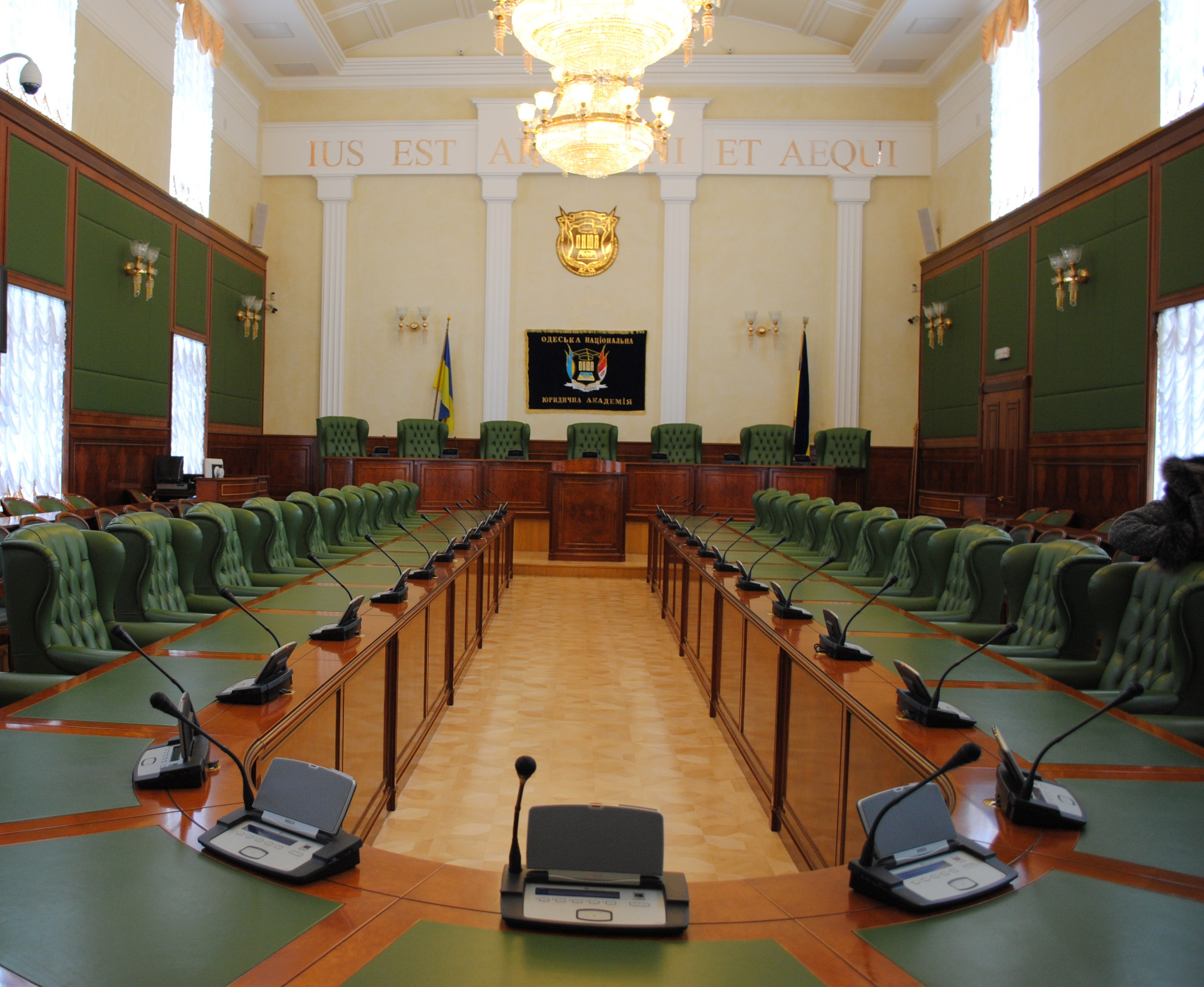
Зал заседаний Ученого Совета

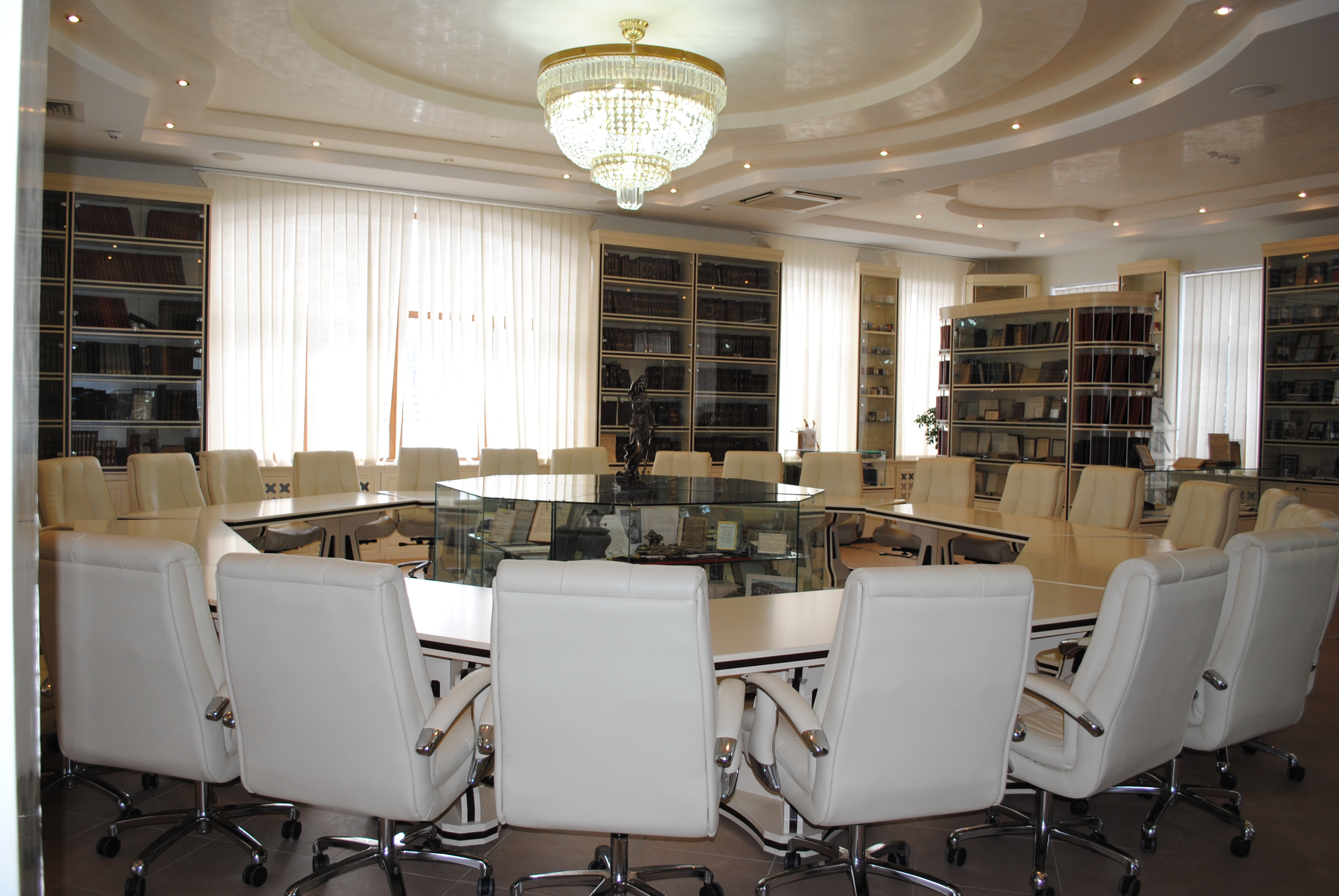
Музей редких изданий

Кампус университета в Одессе — это комплекс сооружений, общей площадью более 73 тыс. м², расположенный по ул. Академическая, 2, 5, 7, 8, 9; Фонтанской дороге, 23, 33, 71; ул. Кленовая, 8; ул. Черняховского, 2; ул. Тополева, 8а, 10а; ул. Мечникова, 76; ул. Старопортофранковской, 93; ул. Л.Толстого, 24; ул. Успенской, 28-30; ул. Ришельевской, 28; Кирпичный пер., 25.

## Институты и факультеты
Институт уголовной юстиции осуществляет подготовку студентов по специальности «правоведение» (специализации «прокурорская деятельность» и «следственная деятельность»).
Факультет подготовки следователей органов внутренних дел
В соответствии с договором между Министерством внутренних дел Украины и Национальным Университетом «Одесская юридическая академия» в декабре 2010 года, с целью подготовки высококвалифицированных следователей органов внутренних дел, в составе Института прокуратуры и следствия был создан факультет подготовки следователей органов внутренних дел.
Факультет гражданской и хозяйственной юстиции осуществляет подготовку студентов по специальности «правоведение» с акцентом на углубленное изучение гражданского права, гражданского процесса, правового обеспечения хозяйственной деятельности, правого обеспечения внешнеэкономической деятельности, правового регулирования отношений собственности на землю, исполнительного производства.
Судебно-административный факультет осуществляет подготовку студентов по специальности «правоведение» (специализации «судебная деятельность», «управленческая деятельность», «правовое обеспечение морской и таможенной деятельности») с акцентом на углубленное изучение конституционного права, административного права, таможенного права, морского права.
Факультет международно-правовых отношений 
осуществляет подготовку студентов по специальности «правоведение» (специализации «международно-правовые отношения», «правовая журналистика») с акцентом на углубленное изучение международного права, права Европейского Союза, сравнительного правоведения.
Факультет Журналистики был открыт в 2013 году, как отдельный факультет, а не подразделение Международно-правовых отношений. Готовит специалистов в области СМИ. Первый набор на факультет произошёл непосредственно в 2013 году.
Социально-правовой факультет осуществляет подготовку студентов по специальности «правоведение» с акцентом на углубленное изучение трудового права, права социального обеспечения, медицинского права.
Факультет адвокатуры осуществляет подготовку по специальности «правоведение» (специализация «адвокатская деятельность»).
Факультет заочного и вечернего обучения осуществляет подготовку студентов, совмещающих учёбу с трудовой деятельностью, по специальности «правоведение».
Факультет заочного обучения № 2 обеспечивает возможность получения второго высшего образования по специальности «правоведение» лицами, имеющими высшее образование по другим специальностям.
Факультет психологии,политологии и социологии осуществляет подготовку студентов по специальностям «психология», «политология» и «социология» для работы в органах государственной власти, местного самоуправления, политических партиях и общественных организациях, политологических и социологических центрах и лабораториях, средствах массовой информации.
Институт профессиональной подготовки судей осуществляет подготовку юристов на базе ранее полученного высшего юридического образования по специальности «правоведение» из числа кандидатов на должность профессионального судьи с присвоением образовательно-квалификационного уровня «магистр» (специализации «судья общего суда», «судья специализированного суда»).
Институт интеллектуальной собственности осуществляет подготовку студентов и повышение квалификации на базе ранее полученного высшего образования по иным специальностям с присвоением образовательно-квалификационного уровня «магистр» по специальностям «интеллектуальная собственность», «консолидированная информация», «менеджмент инновационной деятельности».
Магистратура государственной службы осуществляет подготовку слушателей на базе ранее полученного высшего образования по иным специальностям с присвоением образовательно-квалификационного уровня «магистр» по специальности «государственная служба» (специализации «правовое обеспечение» и «экономическая безопасность»).
Юридический колледж осуществляет подготовку студентов по специальности «правоведение» с образовательно-квалификационным уровнем «младший специалист». В юридический колледж принимаются лица на основе базового или полного среднего образования. Срок обучения на дневной форме составляет 3 года, на заочной форме обучения — 4 года.
Подготовительное отделение осуществляет подготовку лиц, обучающихся в выпускных классах школ, гимназий, лицеев, а также имеющих полное среднее образование к поступлению в университет.
Докторантура и аспирантура являются основными формами подготовки научных кадров.

## Почётные доктора
1. Бойко Виталий Федорович — Председатель Верховного Суда Украины (1995—2002)
2. Домбровский Иван Петрович — Председатель Конституционного Суда Украины (2006—2007)
3. Елкок Элистер — вице-ректор Бакингемского университета (Великобритания) (2003—2005)
4. Кафлиш Люциус — Судья Европейского Суда по правам человека 1998—2006)
5. Кирш Филипп — Президент Международного Уголовного Суда (2003—2009)
6. Кучма Леонид Данилович — Президент Украины (1994—2005)
7. Маляренко Василий Тимофеевич — Председатель Верховного Суда Украины (2002—2006)
8. Митрополит Одесский и Измаильский Агафангел
9. Потебенько Михаил Алексеевич — Генеральный прокурор Украины (1998—2002)
10. Притыка Дмитрий Никитович — председатель Высшего арбитражного (хозяйственного) суда Украины (1991—2006)
11. Мевлют Чавушоглу — Президент Парламентской Ассамблеи Совета Европы (2010—2012)

## Награды и репутация
- С 1998 г. Университет — член Европейской ассоциации университетов;
- В 2002 г. Университет подписал Magna Charta Universitatum.
- С 2008 г. Университет — член Европейской организации публичного права.
- В 2008 г. Совет Ректоров Европы присудил Университету награду в номинации «Европейское качество».
- В 2011 году Университет награждён Серебряной медалью в номинации «Международное сотрудничество в области образования» в рамках XX Международной специализированной выставки «Образование и карьера — 2011».
- По рейтингу украинского журнала «Фокус» Университет в 2011 году занял первое место в области международного сотрудничества среди украинских вузов, осуществляющих подготовку правоведов.
- В 2012 году Университет награждён в номинации «Лидеры международной деятельности» в рамках III Международной выставки «Современные учебные заведения 2012».